# Centropogon varicus
Centropogon varicus är en klockväxtart som beskrevs av Mcvaugh. Centropogon varicus ingår i släktet Centropogon och familjen klockväxter. Inga underarter finns listade i Catalogue of Life.